# Тейлор, Скотт
Скотт Те́йлор (англ. Scott Taylor; род. 14 апреля 1954, Bobcaygeon, Онтарио) — канадский кёрлингист и тренер по кёрлингу, предприниматель.
Наиболее известен как тренер команды Гленна Ховарда в течение нескольких лет (они вместе выиграли чемпионаты Канады и мира в 2007 и 2012 годах).
В 1997 совместно с Lino Di Iorio и Lynne Di Iorio создал компанию BalancePlus Sliders Inc. (в настоящее время — BalancePlus Curling EQuipment), одну из ведущих в мире компаний по производству экипировки и оборудования для кёрлинга, является президентом компании.
Начал заниматься кёрлингом в 1984, когда он с семьей переехал в Барри (Онтарио).

## Достижения
как кёрлингист:
- Чемпионат Канады по кёрлингу среди мужчин: серебро (2006).

как тренер клубных команд:
- Чемпионат Канады по кёрлингу среди мужчин: золото (2007, 2012), серебро (2002, 2008, 2010, 2011), бронза (2009, 2013).
- Кубок Канады по кёрлингу: золото (2010), серебро (2011, 2012), бронза ().

## Команды
| Сезон   | Четвёртый     | Третий      | Второй        | Первый       | Запасной     | Турниры |
| ------- | ------------- | ----------- | ------------- | ------------ | ------------ | ------- |
| 2005—06 | Гленн Ховард  | Ричард Харт | Брент Лэинг   | Крейг Сэвилл | Скотт Тейлор | ЧК 2006 |
| 2007—08 | Lino Di Iorio | Майк Хэй    | Kenny Kinnear | Скотт Тейлор |              |         |

(скипы выделены полужирным шрифтом)

## Результаты как тренера национальных сборных
| Год  | Турнир                                        | Сборная              | Место |
| ---- | --------------------------------------------- | -------------------- | ----- |
| 1999 | Чемпионат мира по кёрлингу среди юниоров 1999 | Канада (юниоры муж.) | 1     |
| 2007 | Чемпионат мира по кёрлингу среди мужчин 2007  | Канада (мужская)     | 1     |
| 2012 | Чемпионат мира по кёрлингу среди мужчин 2012  | Канада (мужская)     | 1     |